# Costellaria
Costellaria là một chi ốc biển, là động vật thân mềm chân bụng sống ở biển trong họ Costellariidae.

## Các loài
Các loài trong chi Costellaria gồm có:
- Costellaria japonica (A. Adams, 1864): syn. Vexillum japonicum A. Adams, 1864
- Costellaria kaicherae Petuch, 1979: syn. Nodicostellaria kaicherae (Petuch, 1979)
- Costellaria obeliscus (Reeve, 1844):[2] syn. Vexillum obeliscus (Reeve, 1844)